# Llista de monuments de la Cellera de Ter
Llista de monuments de la Cellera de Ter inclosos en l'Inventari del Patrimoni Arquitectònic Català per al municipi de la Cellera de Ter (Selva). Inclou els inscrits en el Registre de Béns Culturals d'Interès Nacional (BCIN) amb la classificació de monument històric, els Béns Culturals d'Interès Local (BCIL) de caràcter immoble i la resta de béns arquitectònics integrants del patrimoni cultural català.
| Monument                                                 | Protecció | Estil/època                            | Localització                                            | Coordenades                                          | Codi?     | Imatge |
| -------------------------------------------------------- | --------- | -------------------------------------- | ------------------------------------------------------- | ---------------------------------------------------- | --------- | --- |
| Església parroquial de la Mare de Déu de Sales           |           | Obra popular, barroc XII, XVII, XX     | La Cellera de Ter Pl. de l'Església                     | 41° 58′ 09″ N, 2° 37′ 16″ E / 41.96903°N,2.62104°E   | IPA-27086 | Església parroquial de la Mare de Déu de Sales (la Cellera de Ter) · Vegeu més fotos d'aquest monument · Carregueu una nova foto d'aquest monument |
| Can Peret                                                |           | Obra popular XIX                       | La Cellera de Ter C. Major, 8                           | 41° 58′ 05″ N, 2° 37′ 15″ E / 41.968003°N,2.620876°E | IPA-27088 | Can Peret (la Cellera de Ter) · Vegeu més fotos d'aquest monument · Carregueu una nova foto d'aquest monument                                      |
| Can Vernis                                               |           | Obra popular XVIII, XX                 | La Cellera de Ter C. Joaquim Codina, 114                | 41° 58′ 26″ N, 2° 37′ 15″ E / 41.973867°N,2.620959°E | IPA-27090 | Can Vernis (la Cellera de Ter) · Vegeu més fotos d'aquest monument · Carregueu una nova foto d'aquest monument                                     |
| La Rovira, o la Ruira                                    |           | Obra popular XVI                       | La Cellera de Ter La Rovira, 32                         | 41° 58′ 32″ N, 2° 37′ 05″ E / 41.97546°N,2.61815°E   | IPA-27091 | La Rovira (la Cellera de Ter) · Vegeu més fotos d'aquest monument · Carregueu una nova foto d'aquest monument                                      |
| Can Felip                                                |           | Obra popular, noucentisme XX (1928)    | La Cellera de Ter C. Joaquim Codina, 55                 | 41° 58′ 14″ N, 2° 37′ 13″ E / 41.97067°N,2.62024°E   | IPA-27092 | Carregueu una nova foto d'aquest monument |
| Can Roca                                                 |           | Obra popular XVI, XX                   | La Cellera de Ter C. Joaquim Costa                      | 41° 58′ 18″ N, 2° 37′ 15″ E / 41.97163°N,2.62075°E   | IPA-27093 | Carregueu una nova foto d'aquest monument |
| Can Clascà                                               |           | Obra popular XIX                       | La Cellera de Ter C. Joaquim Codina, 24                 | 41° 58′ 08″ N, 2° 37′ 23″ E / 41.968911°N,2.623007°E | IPA-27094 | Can Clascà (la Cellera de Ter) · Vegeu més fotos d'aquest monument · Carregueu una nova foto d'aquest monument                                     |
| Can Figaric                                              |           | Obra popular XVII                      | La Cellera de Ter C. Figaric                            | 41° 58′ 09″ N, 2° 37′ 15″ E / 41.96923°N,2.62071°E   | IPA-27095 | Can Figaric (la Cellera de Ter) · Vegeu més fotos d'aquest monument · Carregueu una nova foto d'aquest monument                                    |
| Can Vadó                                                 |           | Obra popular XVIII, XIX, XX            | La Cellera de Ter C. Major, 11                          | 41° 58′ 04″ N, 2° 37′ 16″ E / 41.96789°N,2.6211°E    | IPA-27096 | Can Vadó (la Cellera de Ter) · Vegeu més fotos d'aquest monument · Carregueu una nova foto d'aquest monument                                       |
| Can Segarra                                              |           | Obra popular XIX                       | La Cellera de Ter C. Travessera de l'Església, 1        | 41° 58′ 08″ N, 2° 37′ 15″ E / 41.968975°N,2.620782°E | IPA-27097 | Can Segarra (la Cellera de Ter) · Vegeu més fotos d'aquest monument · Carregueu una nova foto d'aquest monument                                    |
| Ca la Manya                                              |           | Obra popular XVIII                     | La Cellera de Ter C. Travessera Estreta                 | 41° 58′ 08″ N, 2° 37′ 15″ E / 41.96884°N,2.62087°E   | IPA-27098 | Ca la Manya (la Cellera de Ter) · Vegeu més fotos d'aquest monument · Carregueu una nova foto d'aquest monument                                    |
| Can Bach                                                 |           | Obra popular XVIII                     | La Cellera de Ter C. Travessera de l'Església, 5        | 41° 58′ 08″ N, 2° 37′ 14″ E / 41.96886°N,2.62049°E   | IPA-27099 | Carregueu una nova foto d'aquest monument |
| Can Macià                                                |           | Obra popular XVII, XIX, XX             | La Cellera de Ter Pl. de la Vila, 15                    | 41° 58′ 06″ N, 2° 37′ 15″ E / 41.96847°N,2.62084°E   | IPA-27100 | Can Macià (la Cellera de Ter) · Vegeu més fotos d'aquest monument · Carregueu una nova foto d'aquest monument                                      |
| Cal Cisteller                                            |           | Obra popular XIX                       | La Cellera de Ter C. d'Amunt, 12                        | 41° 58′ 08″ N, 2° 37′ 13″ E / 41.96876°N,2.62014°E   | IPA-27101 | Cal Cisteller (la Cellera de Ter) · Vegeu més fotos d'aquest monument · Carregueu una nova foto d'aquest monument                                  |
| El Diaconil                                              |           | Obra popular XVII, XX                  | La Cellera de Ter Pl. de l'Església, 9-10               | 41° 58′ 09″ N, 2° 37′ 17″ E / 41.969251°N,2.621286°E | IPA-27102 | El Diaconil (la Cellera de Ter) · Vegeu més fotos d'aquest monument · Carregueu una nova foto d'aquest monument                                    |
| Can Cirera, o Cal Doquinaire                             |           | Obra popular XVI, XIX, XX              | La Cellera de Ter C. d'Amunt, 10                        | 41° 58′ 08″ N, 2° 37′ 13″ E / 41.96883°N,2.62025°E   | IPA-27103 | Can Cirera (la Cellera de Ter) · Vegeu més fotos d'aquest monument · Carregueu una nova foto d'aquest monument                                     |
| Can Felip                                                |           | Obra popular XVIII, XX                 | La Cellera de Ter C. Dr. Calix Noguer, 2-4-6            | 41° 58′ 04″ N, 2° 37′ 16″ E / 41.967711°N,2.621197°E | IPA-27104 | Can Felip (la Cellera de Ter) · Vegeu més fotos d'aquest monument · Carregueu una nova foto d'aquest monument                                      |
| Habitatge a la travessera del Torrent, 25                |           | Obra popular XVIII                     | La Cellera de Ter Trav. del Torrent, 25                 | 41° 58′ 05″ N, 2° 36′ 27″ E / 41.96805°N,2.60746°E   | IPA-27105 | Carregueu una nova foto d'aquest monument |
| Can Llorencic                                            |           | Obra popular XIX Mitjan                | La Cellera de Ter Pl. de la Vila, 4                     | 41° 58′ 07″ N, 2° 37′ 15″ E / 41.96861°N,2.62094°E   | IPA-27107 | Can Llorencic (la Cellera de Ter) · Vegeu més fotos d'aquest monument · Carregueu una nova foto d'aquest monument                                  |
| Ajuntament Vell                                          |           | Obra popular XIX                       | La Cellera de Ter Pl. de la Vila, 13                    | 41° 58′ 06″ N, 2° 37′ 15″ E / 41.96836°N,2.62085°E   | IPA-27108 | Ajuntament Vell (la Cellera de Ter) · Vegeu més fotos d'aquest monument · Carregueu una nova foto d'aquest monument                                |
| Can Dalmau                                               |           | Obra popular XVII                      | La Cellera de Ter Pl. de la Vila, 1                     | 41° 58′ 07″ N, 2° 37′ 15″ E / 41.96865°N,2.62073°E   | IPA-27109 | Can Dalmau (la Cellera de Ter) · Vegeu més fotos d'aquest monument · Carregueu una nova foto d'aquest monument                                     |
| Can Moner                                                |           | Obra popular XV, XVI, XVIII, XIX       | La Cellera de Ter Pla d'Amunt                           | 41° 58′ 35″ N, 2° 36′ 48″ E / 41.97633°N,2.61324°E   | IPA-27110 | Can Moner (la Cellera de Ter) · Vegeu més fotos d'aquest monument · Carregueu una nova foto d'aquest monument                                      |
| Can Sabenc                                               |           | Obra popular XVIII, XIX                | La Cellera de Ter C. Major, 21                          | 41° 58′ 04″ N, 2° 37′ 18″ E / 41.96774°N,2.62166°E   | IPA-27111 | Can Sabenc (la Cellera de Ter) · Vegeu més fotos d'aquest monument · Carregueu una nova foto d'aquest monument                                     |
| Can Pistola                                              |           | Obra popular XVI, XX                   | La Cellera de Ter C. Major, 2                           | 41° 58′ 05″ N, 2° 37′ 15″ E / 41.9681°N,2.62077°E    | IPA-27112 | Can Pistola (la Cellera de Ter) · Vegeu més fotos d'aquest monument · Carregueu una nova foto d'aquest monument                                    |
| Can Farrés                                               |           | Obra popular XIX                       | La Cellera de Ter C. d'Amunt, 2                         | 41° 58′ 08″ N, 2° 37′ 14″ E / 41.968935°N,2.620498°E | IPA-27114 | Can Farrés (la Cellera de Ter) · Vegeu més fotos d'aquest monument · Carregueu una nova foto d'aquest monument                                     |
| Can Font                                                 |           | Obra popular XVIII, XX, XXI            | La Cellera de Ter Pl. de l'Església, 8                  | 41° 58′ 10″ N, 2° 37′ 17″ E / 41.969357°N,2.621360°E | IPA-27115 | Can Font (la Cellera de Ter) · Vegeu més fotos d'aquest monument · Carregueu una nova foto d'aquest monument                                       |
| Can Manolo, o Can Novich                                 |           | Obra popular XVIII, XIX, XX            | La Cellera de Ter C. Figaric, 12                        | 41° 58′ 09″ N, 2° 37′ 15″ E / 41.969298°N,2.620867°E | IPA-27116 | Can Manolo (la Cellera de Ter) · Vegeu més fotos d'aquest monument · Carregueu una nova foto d'aquest monument                                     |
| Can Canova                                               |           | Obra popular XVII, XVIII, XX           | La Cellera de Ter Torrent de Sales, 23                  | 41° 58′ 05″ N, 2° 37′ 13″ E / 41.968132°N,2.620153°E | IPA-27117 | Can Canova (la Cellera de Ter) · Vegeu més fotos d'aquest monument · Carregueu una nova foto d'aquest monument                                     |
| Ca l'Elisa                                               |           | Obra popular XV, XVII, XX              | La Cellera de Ter Trav. Església, 5                     | 41° 58′ 09″ N, 2° 37′ 15″ E / 41.969115°N,2.620801°E | IPA-27119 | Ca l'Elisa (la Cellera de Ter) · Vegeu més fotos d'aquest monument · Carregueu una nova foto d'aquest monument                                     |
| Can Comercí                                              |           | Obra popular XVII, XX                  | La Cellera de Ter C. Joaquim Auseller, 19               | 41° 58′ 04″ N, 2° 37′ 14″ E / 41.967657°N,2.620431°E | IPA-27120 | Can Comercí (la Cellera de Ter) · Vegeu més fotos d'aquest monument · Carregueu una nova foto d'aquest monument                                    |
| Convent de les Germanes Carmelites                       |           | Obra popular XIX                       | La Cellera de Ter Pl. de l'Església, 3                  | 41° 58′ 08″ N, 2° 37′ 17″ E / 41.968997°N,2.621399°E | IPA-27121 | Convent de les Germanes Carmelites (la Cellera de Ter) · Vegeu més fotos d'aquest monument · Carregueu una nova foto d'aquest monument             |
| Ca la Curta                                              |           | Obra popular XVII                      | La Cellera de Ter Trav. de l'Església                   | 41° 58′ 08″ N, 2° 37′ 15″ E / 41.96900°N,2.62083°E   | IPA-27122 | Carregueu una nova foto d'aquest monument |
| Can Paulica                                              |           | Obra popular XVIII                     | La Cellera de Ter Trav. del Torrent, 9                  | 41° 58′ 05″ N, 2° 37′ 13″ E / 41.967997°N,2.620159°E | IPA-27123 | Can Paulica (la Cellera de Ter) · Vegeu més fotos d'aquest monument · Carregueu una nova foto d'aquest monument                                    |
| Ca la Pola                                               |           | Obra popular XVIII                     | La Cellera de Ter Migdia, 5                             | 41° 58′ 02″ N, 2° 37′ 15″ E / 41.96717°N,2.62076°E   | IPA-27124 | Ca la Pola (la Cellera de Ter) · Vegeu més fotos d'aquest monument · Carregueu una nova foto d'aquest monument                                     |
| Can Valls                                                |           | Obra popular XVII                      | La Cellera de Ter C. d'Amunt, 4                         | 41° 58′ 08″ N, 2° 37′ 13″ E / 41.968909°N,2.620407°E | IPA-27125 | Can Valls (la Cellera de Ter) · Vegeu més fotos d'aquest monument · Carregueu una nova foto d'aquest monument                                      |
| Escola d'Art el Pasteral, Estació del Pasteral           | BCIL 2009 | Obra popular XIX                       | La Cellera de Ter Carretera C-63, el Pasteral           | 41° 59′ 03″ N, 2° 36′ 20″ E / 41.9842°N,2.60559°E    | IPA-27129 | Escola d'Art el Pasteral (la Cellera de Ter) · Vegeu més fotos d'aquest monument · Carregueu una nova foto d'aquest monument                       |
| Can Vinyes                                               |           | Obra popular XVI, XVIII, XIX           | La Cellera de Ter Camí de Plantadís                     | 41° 58′ 15″ N, 2° 36′ 52″ E / 41.97072°N,2.61439°E   | IPA-31325 | Can Vinyes (la Cellera de Ter) · Vegeu més fotos d'aquest monument · Carregueu una nova foto d'aquest monument                                     |
| Can Torre de Plantadís                                   |           | Obra popular XVI, XX                   | La Cellera de Ter                                       | 41° 58′ 13″ N, 2° 35′ 15″ E / 41.970297°N,2.587401°E | IPA-31328 | Can Torre de Plantadís (la Cellera de Ter) · Vegeu més fotos d'aquest monument · Carregueu una nova foto d'aquest monument                         |
| Can Pla                                                  |           | Obra popular XVII                      | La Cellera de Ter Can Pla, 29                           | 41° 58′ 32″ N, 2° 37′ 19″ E / 41.97552°N,2.62182°E   | IPA-31330 | Carregueu una nova foto d'aquest monument |
| Can Polica                                               |           | Obra popular XV, XVII, XIX, XX         | La Cellera de Ter C. d'Amer, 16                         | 41° 58′ 09″ N, 2° 37′ 14″ E / 41.969266°N,2.620584°E | IPA-31331 | Can Polica (la Cellera de Ter) · Vegeu més fotos d'aquest monument · Carregueu una nova foto d'aquest monument                                     |
| Can Puig                                                 |           | Obra popular XVII                      | La Cellera de Ter                                       | 41° 57′ 53″ N, 2° 37′ 14″ E / 41.96461°N,2.62051°E   | IPA-31332 | Carregueu una nova foto d'aquest monument |
| Can Ribes                                                |           | Obra popular XVI, XX                   | La Cellera de Ter                                       | 41° 58′ 46″ N, 2° 37′ 23″ E / 41.97949°N,2.623°E     | IPA-31333 | Can Ribes (la Cellera de Ter) · Vegeu més fotos d'aquest monument · Carregueu una nova foto d'aquest monument                                      |
| Ca l'Oliveres                                            |           | Obra popular XVIII                     | La Cellera de Ter C. d'Avall, 21                        | 41° 58′ 01″ N, 2° 37′ 15″ E / 41.96699°N,2.62088°E   | IPA-31337 | Ca l'Oliveres (la Cellera de Ter) · Vegeu més fotos d'aquest monument · Carregueu una nova foto d'aquest monument                                  |
| Cal Ferrer                                               |           | Obra popular XVIII                     | La Cellera de Ter C. d'Avall, 17-19                     | 41° 58′ 01″ N, 2° 37′ 16″ E / 41.96703°N,2.62103°E   | IPA-31338 | Cal Ferrer (la Cellera de Ter) · Vegeu més fotos d'aquest monument · Carregueu una nova foto d'aquest monument                                     |
| Can Becdejú                                              |           | Obra popular XVIII, XVII               | La Cellera de Ter Can Bechdejú, 9                       | 41° 57′ 59″ N, 2° 36′ 57″ E / 41.96652°N,2.61582°E   | IPA-31339 | Carregueu una nova foto d'aquest monument |
| Can Campana                                              |           | Obra popular XVII                      | La Cellera de Ter C. Major, 4-6                         | 41° 58′ 05″ N, 2° 37′ 15″ E / 41.96799°N,2.62073°E   | IPA-31341 | Can Campana (la Cellera de Ter) · Vegeu més fotos d'aquest monument · Carregueu una nova foto d'aquest monument                                    |
| Can Vinyoles, o Mas Taforer                              |           | Obra popular XVI, XX                   | La Cellera de Ter                                       | 41° 57′ 43″ N, 2° 37′ 35″ E / 41.96182°N,2.62627°E   | IPA-31344 | Carregueu una nova foto d'aquest monument |
| Canal de la Burés                                        |           | Obra popular XX                        | La Cellera de Ter                                       | 41° 58′ 30″ N, 2° 37′ 27″ E / 41.97493°N,2.62405°E   | IPA-31346 | Canal de la Burés (la Cellera de Ter) · Vegeu més fotos d'aquest monument · Carregueu una nova foto d'aquest monument                              |
| Cementiri Municipal                                      |           | Obra popular XIX                       | La Cellera de Ter                                       | 41° 57′ 52″ N, 2° 37′ 35″ E / 41.96454°N,2.62642°E   | IPA-31348 | Cementiri Municipal (la Cellera de Ter) · Vegeu més fotos d'aquest monument · Carregueu una nova foto d'aquest monument                            |
| Central d'en Faria                                       |           | Obra popular XX Inici                  | La Cellera de Ter Carretera d'Osor, 55                  | 41° 57′ 03″ N, 2° 36′ 39″ E / 41.95097°N,2.6107°E    | IPA-31349 | Carregueu una nova foto d'aquest monument |
| Central d'en Ribes, o Central hidroelèctrica Pasteral II |           | Obra popular XX                        | La Cellera de Ter                                       | 41° 58′ 34″ N, 2° 37′ 25″ E / 41.97624°N,2.62361°E   | IPA-31350 | Central d'en Ribes (la Cellera de Ter) · Vegeu més fotos d'aquest monument · Carregueu una nova foto d'aquest monument                             |
| Creu de la plaça de l'Església                           |           | Modernisme XX                          | La Cellera de Ter Pl. de l'Església                     | 41° 58′ 09″ N, 2° 37′ 17″ E / 41.969112°N,2.621274°E | IPA-31351 | Creu de la plaça de l'Església (la Cellera de Ter) · Vegeu més fotos d'aquest monument · Carregueu una nova foto d'aquest monument                 |
| La Mina de Can Francisco                                 |           | Obra popular XVIII, XIX                | La Cellera de Ter Can Francisco                         | 41° 58′ 51″ N, 2° 36′ 28″ E / 41.98079°N,2.60766°E   | IPA-31358 | Carregueu una nova foto d'aquest monument |
| Molí de la Pardina                                       |           | Obra popular XIX Mitjan                | La Cellera de Ter C. de la Font de Can Pla              | 41° 58′ 23″ N, 2° 37′ 21″ E / 41.97308°N,2.62258°E   | IPA-31360 | Carregueu una nova foto d'aquest monument |
| Oratori de Sant Benet de Palerm                          |           | Obra popular XIX, XX                   | La Cellera de Ter C. de Sant Benet                      | 41° 58′ 25″ N, 2° 37′ 05″ E / 41.97355°N,2.61818°E   | IPA-31361 | Oratori de Sant Benet de Palerm (la Cellera de Ter) · Vegeu més fotos d'aquest monument · Carregueu una nova foto d'aquest monument                |
| Oratori de Sant Pelegrí                                  |           | Obra popular XVIII, XX                 | La Cellera de Ter Can Vinyes, carretera de Plantadís    | 41° 58′ 14″ N, 2° 36′ 55″ E / 41.97055°N,2.61538°E   | IPA-31362 | Oratori de Sant Pelegrí (la Cellera de Ter) · Vegeu més fotos d'aquest monument · Carregueu una nova foto d'aquest monument                        |
| Capitell de Ca la Pauleta                                |           | XIV                                    | La Cellera de Ter C. d'Amer, 4                          | 41° 58′ 08″ N, 2° 37′ 14″ E / 41.96887°N,2.62062°E   | IPA-31472 | Capitell de Ca la Pauleta (la Cellera de Ter) · Vegeu més fotos d'aquest monument · Carregueu una nova foto d'aquest monument                      |
| Ca la Paula                                              |           | Obra popular XIX                       | La Cellera de Ter C. Joaquim Codina, 26                 | 41° 58′ 08″ N, 2° 37′ 23″ E / 41.96885°N,2.62305°E   | IPA-31603 | Ca la Paula (la Cellera de Ter) · Vegeu més fotos d'aquest monument · Carregueu una nova foto d'aquest monument                                    |
| Can Carreres                                             |           | Obra popular XVII, XIX, XV             | La Cellera de Ter El Pasteral                           | 41° 59′ 07″ N, 2° 36′ 22″ E / 41.98531°N,2.6062°E    | IPA-31327 | Can Carreres (la Cellera de Ter) · Vegeu més fotos d'aquest monument · Carregueu una nova foto d'aquest monument                                   |
| Escola antiga del Pasteral                               |           | Obra popular, noucentisme XX           | La Cellera de Ter C. de les Brugueres, 4-5, el Pasteral | 41° 59′ 10″ N, 2° 36′ 36″ E / 41.98605°N,2.60988°E   | IPA-31355 | Escola antiga del Pasteral (la Cellera de Ter) · Vegeu més fotos d'aquest monument · Carregueu una nova foto d'aquest monument                     |
| Can Pixerrelles o Mas Reig                               |           | Obra popular XVI, XVIII, XX            | La Cellera de Ter Mas Reig, Plademunt                   | 41° 58′ 48″ N, 2° 37′ 01″ E / 41.98004°N,2.61705°E   | IPA-31329 | Carregueu una nova foto d'aquest monument |
| Ermita de Sant Just i Sant Pastor                        |           | Obra popular, romànic XII, XV, XIX, XX | La Cellera de Ter Plademunt                             | 41° 58′ 59″ N, 2° 37′ 15″ E / 41.98314°N,2.62081°E   | IPA-31353 | Ermita de Sant Just i Sant Pastor (la Cellera de Ter) · Vegeu més fotos d'aquest monument · Carregueu una nova foto d'aquest monument              |
| Mas Rauriques                                            |           | Obra popular XVII, XIX                 | La Cellera de Ter Pladevall                             | 41° 57′ 42″ N, 2° 37′ 13″ E / 41.96154°N,2.62026°E   | IPA-31359 | Carregueu una nova foto d'aquest monument |
| Can Clos                                                 |           | Obra popular XVI, XX                   | La Cellera de Ter Plademunt                             | 41° 58′ 42″ N, 2° 36′ 37″ E / 41.978362°N,2.610299°E | IPA-27089 | Can Clos (la Cellera de Ter) · Vegeu més fotos d'aquest monument · Carregueu una nova foto d'aquest monument                                       |
| Vinyoles d'Amunt                                         |           | Obra popular XVI, XX                   | La Cellera de Ter Vinyoles d'Amunt, 3, Plademunt        | 41° 58′ 27″ N, 2° 36′ 47″ E / 41.97419°N,2.61293°E   | IPA-31364 | Carregueu una nova foto d'aquest monument |
| La Fanera                                                |           | Obra popular XVIII, XX                 | La Cellera de Ter La Fanera, 50, Pladevall              | 41° 57′ 13″ N, 2° 36′ 58″ E / 41.95367°N,2.61601°E   | IPA-31356 | Carregueu una nova foto d'aquest monument |
| Vinyoles d'Avall                                         |           | Obra popular XVII, XIX                 | La Cellera de Ter Plademunt                             | 41° 58′ 25″ N, 2° 36′ 58″ E / 41.97349°N,2.61614°E   | IPA-31343 | Carregueu una nova foto d'aquest monument |

La Presa del Pasteral està compartit amb el municipi d'Amer (vegeu també la llista de monuments d'Amer).